# فلوکس باغچه‌ای
فلوکس باغچه‌ای یا گل آتشی باغچه‌ای (نام علمی: Phlox paniculata) نام یک گونه از سرده فلوکس است.